# Ariamnes birgitae
Ariamnes birgitae là một loài nhện trong họ Theridiidae.
Loài này thuộc chi Ariamnes. Ariamnes birgitae được Embrik Strand miêu tả năm 1917.